# بابلو غارسيا (لاعب كرة قدم)
بابلو غارسيا (بالإسبانية: Pablo Javier García)‏ هو لاعب كرة قدم أوروغواياني في مركز الوسط، ولد في 15 أبريل 1999 في مونتفيدو في الأوروغواي. لعب مع نادي ليفربول.

## وصلات خارجية
- بابلو غارسيا (لاعب كرة قدم) على موقع قاعدة بيانات كرة القدم.إي يو (الإنجليزية)
- بابلو غارسيا (لاعب كرة قدم) على موقع Soccerway.com (الإنجليزية)
- بابلو غارسيا (لاعب كرة قدم) على موقع عالم كرة القدم.نت (الإنجليزية)